# Звулони, Ноах
Звулони (Звилевич) Ноах (1910, Каминка, Белоруссия — 5 марта 2004, Иерусалим) — израильский журналист.

## Биография
В возрасте 13 лет перебрался в Польшу, с тех пор получал традиционное образование в литовских иешивах, в том числе у многих выдающихся раввинов. В 1934 эмигрировал в Эрец-Исраэль, и сменил фамилию на Звулони. Учился в иешиве «Мерказ ха-Рав» в Иерусалиме (1936—1942) и одновременно был директором газеты «Ха-Машкиф» (1942—1948). Воевал в рядах Эцеля, в 1947 году арестовывался британскими властями. В 1948—1965 работал в редакции газеты «Херут».

Звулони был членом партии Херут, Национальной федерации труда Эрец-Исраэль. В период с 1966 по 1976 был представителем религиозного совета Иерусалима.

Автор более 4500 статей, которые были опубликованы в газетах «Херут» (1948—1965), «Маарив» и «Давар» (1980—1995).